# Альбер Кайє
Альбер Кайє (фр. André Caillet, 5 жовтня 1900 — 13 серпня 1925) — французький футболіст, що грав на позиції півзахисника за клуб КАСЖ та національну збірну Франції.

## Клубна кар'єра
На клубному рівні упродовж 1922–1925 років грав за паризьку команду КАСЖ, у складі якої 1925 року став володарем Кубка Франції. 

## Виступи за збірну
1923 року провів свою єдину офіційну гру у складі національної збірної Франції.

## Смерть
13 серпня 1925 року скоїв самогубство невдовзі після смерті своєї нареченої.

## Досягнення
- Володар Кубка Франції: 1925

| Дата     | Місто     | Господарі  | Результат | Гості   | Турнір           | Голи | Примітки |
| -------- | --------- | ---------- | --------- | ------- | ---------------- | ---- | -------- |
| 2-4-1923 | Амстердам | Нідерланди | 8 – 1     | Франція | товариський матч | -    |          |
| Усього   |           | Матчів     | 1         |         | Голів            | 0    |          |